# Саманта Сејнт
Саманта Сејнт (енгл. Samantha Saint; Мемфис, 8. јун 1987) америчка је порнографска глумица.

## Каријера
Дебитовала је као глумица у индустрији порнографије 2011. године када је имала 24 године. Часопис Пентхаус је прогласио „љубимицом“ (енгл. Penthouse Pet) за месец октобар 2012. године. Такође, појавила се на насловницама магазина као што су Клуб (број у јануару 2012), Клуб Интернешенел (број у мају 2012) и Хастлер. У септембру 2012. године Сејнт је потписала ексклузивни уговор са продукцијском кућом Wicked Pictures и постала једна од њених најпопуларнијих глумица.
Сејнт и њена колегиница Шанел Престон су најављене као водитељке на церемонији 31. доделе АВН награда 18. јануара 2014. године.
Према сајту ИАФД глумила је у око 80 порно-филмова.

## Награде и номинације
Номинације
- АВН награда 2012
  - Best New Starlet[4]
- XBIZ награда 2012
  - New Starlet of the year[5]
  - Pornstar Site of the Year - SamanthaSaint.com[5]
- АВН награда 2013[6]
  - Best Boy/Girl Sex Scene- The Insatiable Miss Saint[7]
  - Best Oral Sex Scene - The Insatiable Miss Saint[7]
  - Best Three-Way Sex Scene (B/B/G) - The Insatiable Miss Saint[7]
  - Female Performer of the Year
- XBIZ награда 2013
  - Female Performer of the Year[8]
  - Best Scene, Vignette Release - Office Politics

## Изабрана филмографија
- 2013 : Bikini Outlaws
- 2013 : Big Tits in Uniform 9
- 2012 : Office Politics
- 2012 : Women Seeking Women 88
- 2012 : I Kiss Girls 2
- 2012 : The Insatiable Miss Saint
- 2011 : Hot And Mean 3
- 2011 : Party of Three 1